# Anne Danican Philidor
Anne Danican Philidor est un musicien et compositeur français, né le 11 avril 1681 à Paris où il est mort le 8 octobre 1728. Son prénom, aujourd’hui féminin, est fréquent pour un homme aux XVIe et XVIIe siècles et lui vient de son parrain, le duc Anne de Noailles.

## Biographie
Anne Danican Philidor est le fils d'André Danican Philidor et le demi-frère de François,.
À l'âge de 16 ans, il compose une pastorale, L'Amour vainqueur. Suit son chef-d'œuvre Diane et Endymion et l'opéra Danaé (1701). En 1698, il est hautboïste de la Grande Écurie du roi, puis en 1704, il succède à son père comme instrumentiste à la Chapelle royale,.
Il collabore avec son père dans ses fonctions de bibliothécaire de la Musique du roi à compter de 1702, et l'aide aussi à copier des partitions de la collection Toulouse-Philidor. Il est nommé « garde de la bibliothèque de musique du roi » en survivance. Il obtient un privilège du roi pour faire imprimer sa musique (25 octobre 1711) et publie en 1712 un premier recueil de pièces pour la flûte traversière, qui se termine par une sonate pour la flûte à bec. La même année, il intègre les Petits Violons.
En 1725, Anne Danican fonde le Concert spirituel, institution qui produisit jusqu'en 1790 une série annuelle de vingt-quatre concerts publics. Le terme « spirituel » indiquait que la musique religieuse y occupait une place prépondérante, au moins au début. Il crée deux ans plus tard le « Concert français », qui laisse plus de place à la musique profane, avec des représentations de cantates françaises. En 1728, quelques mois avant sa mort, il démissionne de la direction de ces deux concerts, où il est remplacé par Jean-Joseph Mouret.
Anne Danican Philidor a également dirigé des concerts pour la duchesse du Maine et a été surintendant de la musique pour le prince de Conti,.
Comme compositeur il est l'auteur de musiques sacrée et instrumentale, de ballets, mascarades, danses et marches.

## Œuvres
Parmi ses compositions, figurent notamment :
- L’Amour vainqueur, pastorale, 1697 ;
- Diane et Endimion, pastorale héroïque, 1698 ;
- Air à boire, 1698 ;
- Bourrée et trio, 1699 ;
- Les Amazones, mascarade, 1700 ;
- Le Lendemain de la noce de village, mascarade, 1700 ;
- Trio, 1700 ;
- Danaé, opéra, 1701
- Air à boire, 1703 ;
- La Marche des canonniers de La Rochelle, 1703 ;
- Te Deum pour la victoire de Malaga, 1704 ;
- La Marche des Boulonnais, 1705 ;
- Le Jugement de Pâris, 1710 ;
- onze menuets, 1712 ;
- vingt pièces pour flûtes, violons et hautbois, 1712 ;
- vingt-neuf pièces pour flûtes, violons et hautbois, 1714 ;
- Chaconne et simphonie de la Fête-Dieu, 1715 ;
- un menuet et deux trios, 1719 ;
- Domini est terra (psaume 123), motet, 1726.